# ألكسندر بيلسكي
ألكسندر بيلسكي (بالإنجليزية: Alexander Bielski)‏ ويلقب بـزوس (19 أكتوبر 1912 - 18 أغسطس 1995) هو أحد زعماء أنصار بيلسكي، التي تمركزت في غابات ناليبوكي في بولندا (الآن غربي روسيا البيضاء) قبل الحرب العالمية الثانية.

## حياته
ولد زوس سنة 1912، في عائلة يهودية بولندية، وكانت عائلته الوحيدة اليهودية في قرية ستانكيويتز. وكانت هذه القرية في شرق بولندا، والآن غرب بيلاروسيا بالقرب من مدينة ليدا. وكان ابن داود وبيلا بيلسكي، الذي كان لديه اثني عشر طفلا: عشرة فتيان وفتاتين.